# Йонге, Густав
Густав Леонард де Йонге (фр. Gustave Léonard de Jonghe; 4 февраля 1829, Кортрейк, Бельгия — 28 января 1893, Антверпен, там же) — бельгийский живописец, сын пейзажиста Жана-Батиста де Йонге (1785—1844).

## Биография
Густав Леонард де Йонге родился в Кортрейке. Был сыном известного художника-пейзажиста Жана-Батиста де Йонге. В юности проявлял замечательные способности к игре на скрипке, из-за чего отец хотел сделать из него музыканта, однако чувствуя ещё большое влечение к живописи, молодой де Йонге решился посвятить себя этой отрасли искусства. Первые уроки живописи он получил от своего отца, затем он продолжил обучение в Брюсселе в Королевской академии изящных искусств у профессора Навеса, пользуясь также советами и поддержкой знаменитого Луи Галле и стипендией от городского управления. С 1848 года участвовал в выставках брюссельского салона. Де Йонге эмигрировал в Париж и начал выставляться в парижских салонах в 1850-х годах. 
Он пробовал свои силы в портрете, в священной истории и историческом жанре, пока наконец не посвятил себя исключительно воспроизведению сцен домашней жизни женщин и детей среднего сословия. Этот род живописи дал ему известность, особенно после его переезда в Париж.

## Картины
Из выразительных произведений де Йонге, свидетельствующих о наблюдательности художника, можно указать на «Сироток и их бабушку» (картину, за которую художник получил в Парижском салоне 1863 года золотую медаль), «Благочестие» (1864), «Игру в прятки», «Выздоравливающую», «Поздравление с днём рождения», «Даму перед зеркалом», «Урок музыки» и «Отдых по возвращении из церкви».

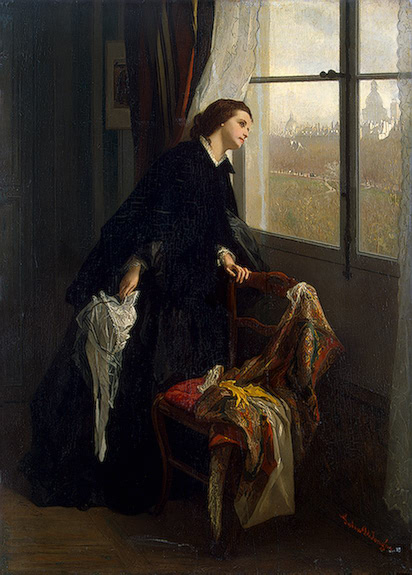
Переменчивая погода
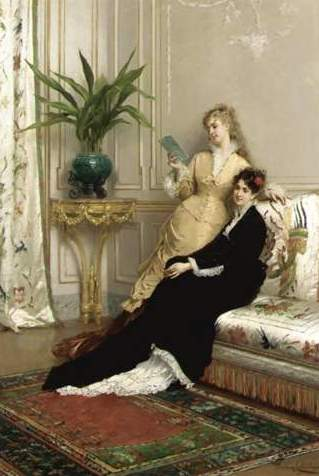
Письмо
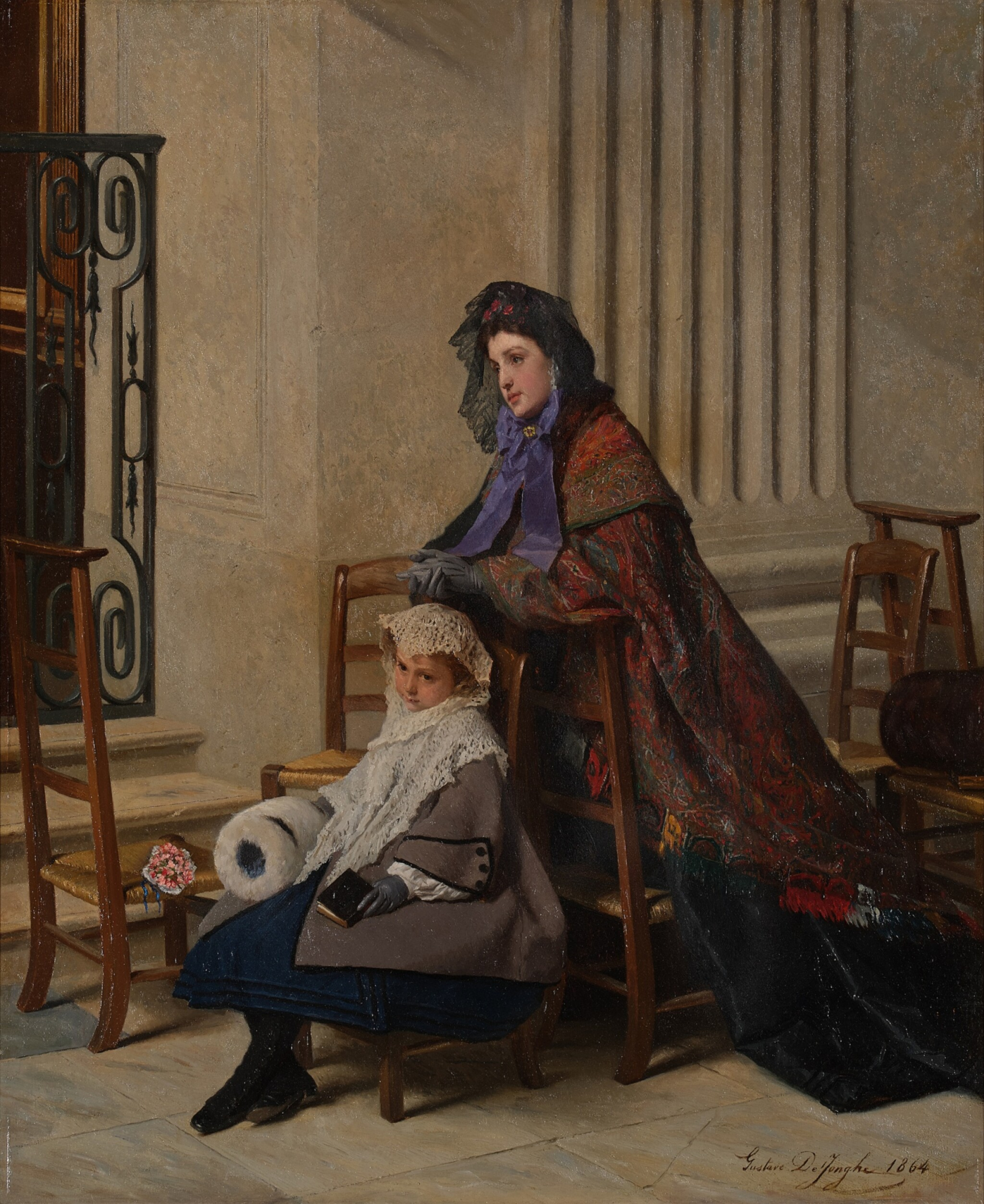
Воскресное утро
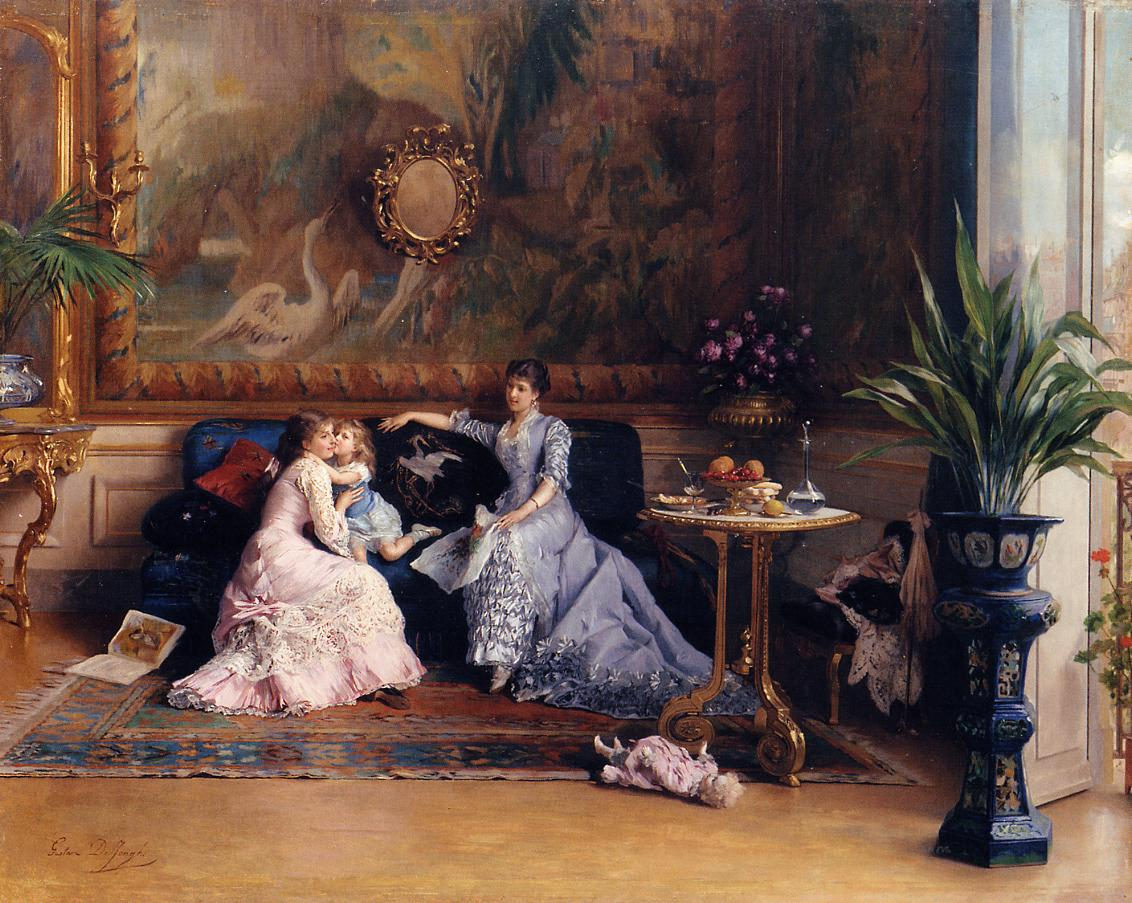
Послеполуденный визит
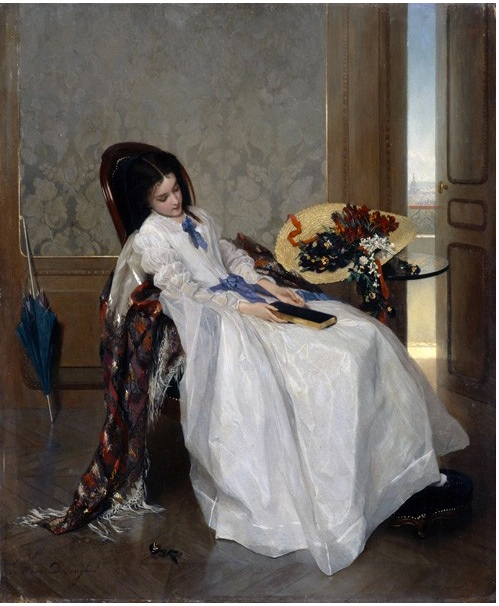
После прогулки
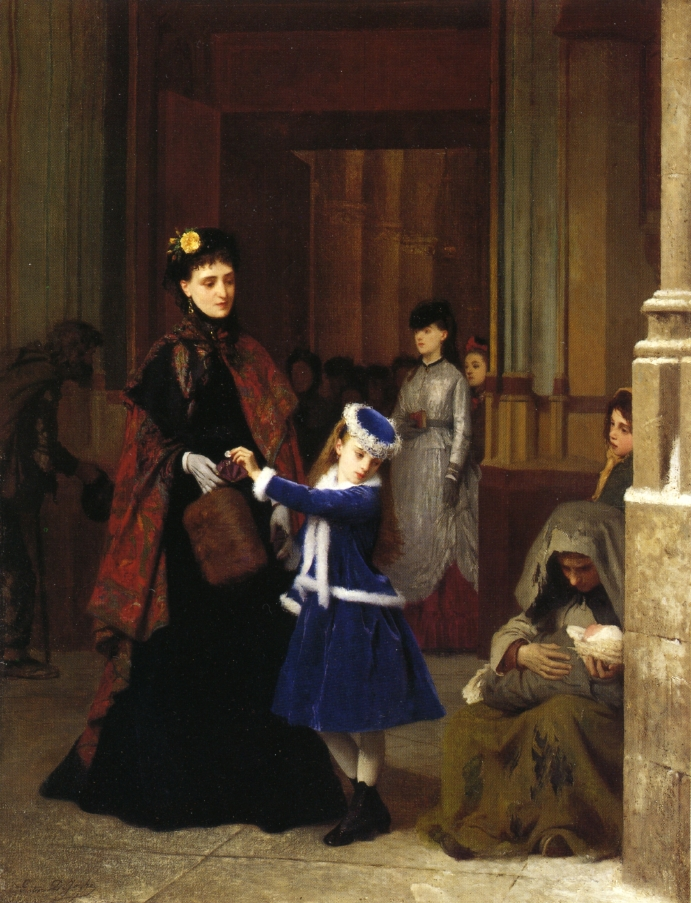
Детское сердце
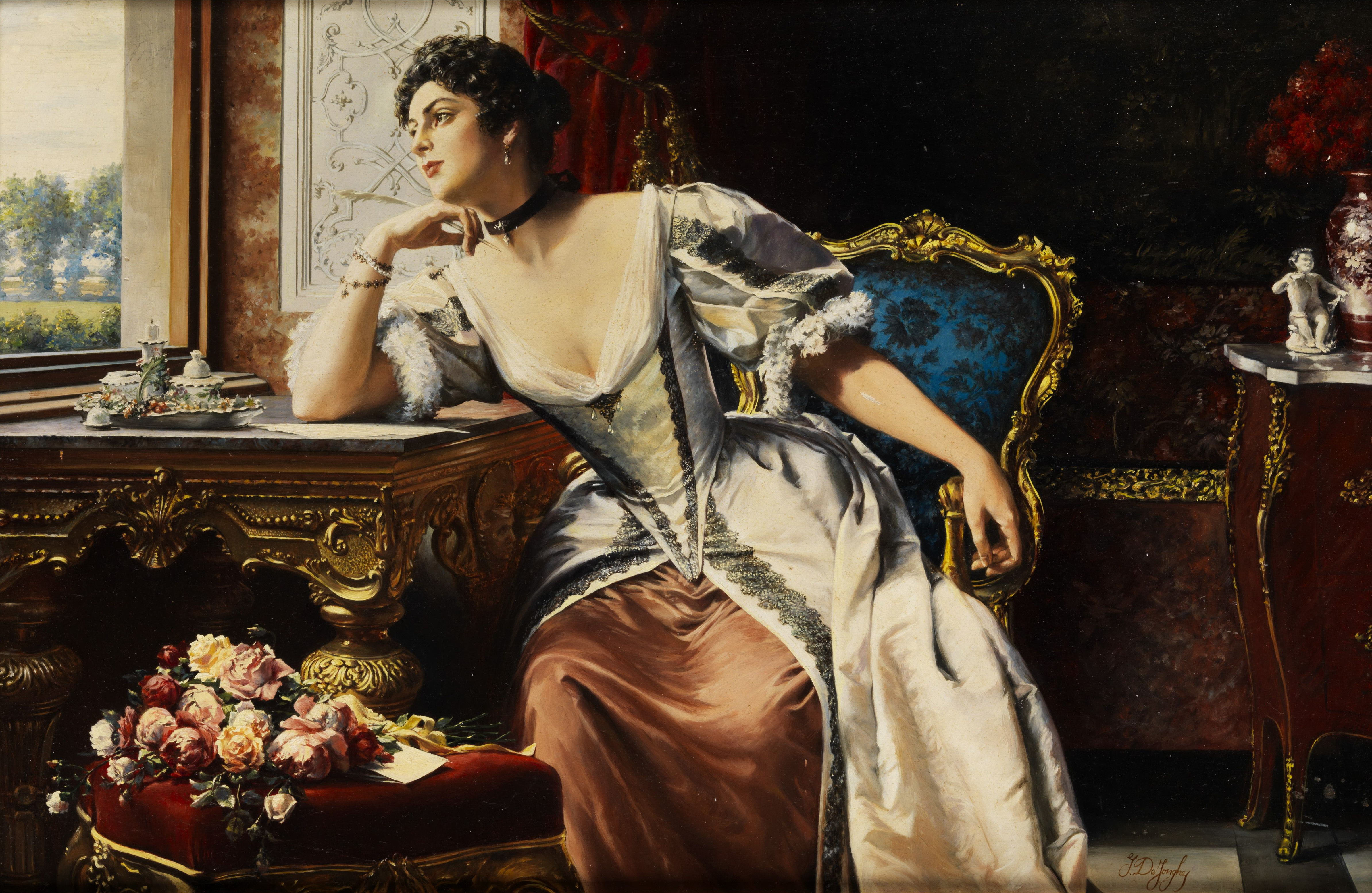
Размышления над письмом (1893)